# Ophiozonella stellamaris
Ophiozonella stellamaris är en ormstjärneart som först beskrevs av Fell 1952.  Ophiozonella stellamaris ingår i släktet Ophiozonella och familjen Ophiolepididae. Inga underarter finns listade i Catalogue of Life.